# كويرنافاكا
كويرنافاكا (بالإسبانية: Cuernavaca)‏ واسمها بالناهواتل الكلاسيكية كواوناواك Cuauhnāhuac أو «المكان بالقرب من الغابة»، هي عاصمة ولاية موريلوس في المكسيك وأكبر مدنها. تأسست على يد الأولمك، «الثقافة الأم» من وسط أمريكا، قبل حوالي 3200 سنة، واعتبرت بمثابة الموقع الأثري في غوالوبيتا 1. وتقع المدينة جنوب مكسيكو سيتي، ويمكن الوصول إليها بعد رحلة بطول ساعة ونصف تقريبا باستخدام الطريق السريع دي 95.
تم تعيين كويرنافاكا كمنطقة لحماية الغابات من قبل الرئيس لازارو كارديناس في الثلاثينات لحماية المياه الجوفية والغطاء النباتي وحياة السكان في كل من مكسيكو سيتي وولاية موريلوس. وأطلق عليها المستكشف الألماني ألكسندر فون هومبولت لقب «مدينة الربيع الدائم» في القرن التاسع عشر. وهي المكان المفضل لدى الزوار من مكسيكو سيتي أو الأجانب، وذلك بسبب مناخها الدافئ والمستقر وغطائها النباتي الكثيف. وكان الأباطرة الأزتيك يقيمون بها في فصل الصيف، واليوم فإن عديد المشاهير وكذلك العديد من سكان مكسيكو سيتي يملكون منازل هناك. وبالنظر إلى موقعها على بعد ساعة ونصف بالسيارة من مكسيكو سيتي، فإن كويرنافاكا تعتبر المركز التقليدي للمجتمع المكسيكي الراقي، إذ يمتلك العديد من المواطنين الأثرياء في البلاد القصور والعزب في هذا الملاذ الثقافي. تستضيف كويرنافاكا أيضا أعدادا كبيرة من الأجانب، بما في ذلك الطلاب الذين يأتون لدراسة اللغة الإسبانية.
يشتق اسم «كويرنافاكا» من كلمة الناهواتل كواوناواك "Cuauhnāhuac" وتعني «المكان الذي تحيط به [أو قرب] الأشجار». تم تحريف الاسم في الإسبانية إلى كويرنافاكا. ويستند شعار البلدية على رسم جداري من قبل الاكتشاف والذي يصور جذع شجرة (cuahuitl) مع ثلاثة فروع وأوراق شجر وأربعة جذور حمراء اللون. هناك قطع في الجذع يمثل الفم، وتبرز منه لفافة، وربما تمثل لغة الناهواتل.

## المناخ
يظهر الجدول التالي التغييرات المناخية على مدار السنة لكويرنافاكا:
| البيانات المناخية لـكويرنافاكا                                  | البيانات المناخية لـكويرنافاكا | البيانات المناخية لـكويرنافاكا | البيانات المناخية لـكويرنافاكا | البيانات المناخية لـكويرنافاكا | البيانات المناخية لـكويرنافاكا | البيانات المناخية لـكويرنافاكا | البيانات المناخية لـكويرنافاكا | البيانات المناخية لـكويرنافاكا | البيانات المناخية لـكويرنافاكا | البيانات المناخية لـكويرنافاكا | البيانات المناخية لـكويرنافاكا | البيانات المناخية لـكويرنافاكا | البيانات المناخية لـكويرنافاكا |
| الشهر                                                           | يناير                          | فبراير                         | مارس                           | أبريل                          | مايو                           | يونيو                          | يوليو                          | أغسطس                          | سبتمبر                         | أكتوبر                         | نوفمبر                         | ديسمبر                         | المعدل السنوي                  |
| --------------------------------------------------------------- | ------------------------------ | ------------------------------ | ------------------------------ | ------------------------------ | ------------------------------ | ------------------------------ | ------------------------------ | ------------------------------ | ------------------------------ | ------------------------------ | ------------------------------ | ------------------------------ | ------------------------------ |
| الدرجة القصوى °م (°ف)                                           | 31.5 (88.7)                    | 37.0 (98.6)                    | 36.0 (96.8)                    | 39.5 (103.1)                   | 37.5 (99.5)                    | 36.0 (96.8)                    | 34.0 (93.2)                    | 33.5 (92.3)                    | 31.5 (88.7)                    | 36.0 (96.8)                    | 31.0 (87.8)                    | 34.0 (93.2)                    | 39.5 (103.1)                   |
| متوسط درجة الحرارة الكبرى °م (°ف)                               | 25.2 (77.4)                    | 26.5 (79.7)                    | 28.8 (83.8)                    | 30.1 (86.2)                    | 29.7 (85.5)                    | 27.1 (80.8)                    | 26.2 (79.2)                    | 26.1 (79.0)                    | 25.1 (77.2)                    | 25.9 (78.6)                    | 25.8 (78.4)                    | 25.2 (77.4)                    | 26.8 (80.2)                    |
| المتوسط اليومي °م (°ف)                                          | 18.7 (65.7)                    | 19.9 (67.8)                    | 21.9 (71.4)                    | 23.3 (73.9)                    | 23.5 (74.3)                    | 22.0 (71.6)                    | 21.1 (70.0)                    | 21.0 (69.8)                    | 20.4 (68.7)                    | 20.4 (68.7)                    | 19.7 (67.5)                    | 18.9 (66.0)                    | 20.9 (69.6)                    |
| متوسط درجة الحرارة الصغرى °م (°ف)                               | 12.2 (54.0)                    | 13.3 (55.9)                    | 15.0 (59.0)                    | 16.6 (61.9)                    | 17.3 (63.1)                    | 16.8 (62.2)                    | 16.0 (60.8)                    | 15.9 (60.6)                    | 15.7 (60.3)                    | 14.9 (58.8)                    | 13.7 (56.7)                    | 12.7 (54.9)                    | 15.0 (59.0)                    |
| أدنى درجة حرارة °م (°ف)                                         | 3.0 (37.4)                     | 5.0 (41.0)                     | 6.5 (43.7)                     | 10.0 (50.0)                    | 11.0 (51.8)                    | 10.0 (50.0)                    | 11.0 (51.8)                    | 10.0 (50.0)                    | 10.0 (50.0)                    | 9.0 (48.2)                     | 3.0 (37.4)                     | 5.0 (41.0)                     | 3.0 (37.4)                     |
| الهطول مم (إنش)                                                 | 13.6 (0.54)                    | 7.2 (0.28)                     | 5.6 (0.22)                     | 15.5 (0.61)                    | 57.7 (2.27)                    | 250.9 (9.88)                   | 266.7 (10.50)                  | 268.1 (10.56)                  | 256.3 (10.09)                  | 100.2 (3.94)                   | 16.7 (0.66)                    | 5.2 (0.20)                     | 1٬263٫7 (49.75)                |
| متوسط أيام هطول الأمطار (≥ 0.1 mm)                              | 1.3                            | 1.3                            | 1.3                            | 3.3                            | 8.6                            | 18.8                           | 20.7                           | 21.0                           | 20.0                           | 9.7                            | 2.4                            | 1.1                            | 109.5                          |
| متوسط الرطوبة النسبية (%)                                       | 51                             | 47                             | 39                             | 40                             | 48                             | 62                             | 68                             | 67                             | 73                             | 68                             | 60                             | 56                             | 57                             |
| ساعات سطوع الشمس الشهرية                                        | 277                            | 271                            | 293                            | 276                            | 263                            | 209                            | 239                            | 219                            | 189                            | 237                            | 268                            | 270                            | 3٬011                          |
| المصدر #1: Servicio Meteorologico Nacional (humidity 1981–2000) |                                |                                |                                |                                |                                |                                |                                |                                |                                |                                |                                |                                |                                |
| المصدر #2: الأرصاد الجوية الألمانية (sun, 1961–1990)            |                                |                                |                                |                                |                                |                                |                                |                                |                                |                                |                                |                                |                                |

## توأمة
لكويرنافاكا اتفاقيات توأمة مع كل من:
- منيابولس
- دنفر
- أكابولكو

## أعلام
- مانويل بويغ
- روبيرتو نورسي
- ريكاردو فارغاس
- ريكاردو لوبيز
- جبريل فيلاسكو
- تمارا دي ليمبيكا
- شارليس مينغوس
- جيل إيفانز
- كاتي خورادو
- جيراردو غاليندو